# Amish Grace
Amish Grace is een Amerikaanse televisiefilm uit 2010 gebaseerd op een schietincident in een school van de Amish in Nickel Mines, Pennsylvania in 2006 en de daarop volgende media-aandacht voor de vergevingsgezindheid vanuit de Amish-gemeenschap. Het is een verfilming van het boek Amish Grace: How Forgiveness Transcended Tragedy.

## Verhaal
In een school van de Amish-gemeenschap pleegt de melkboer, een buitenstaander, een aanslag; vijf meisjes worden neergeschoten, vijf anderen raken gewond en de dader pleegt zelfmoord. De Amerikaanse bevolking is verbaasd hoe de Amish-bevolking dit incident verwerkt: ze vergeven de dader en nemen diens vrouw niets kwalijk. De Amish zijn van mening dat God beslist wanneer iemand geboren wordt, en weer sterft wanneer de Almachtige vindt dat de tijd daarvoor gekomen is. De moeder van een van de slachtoffers kan het niet eens zijn met deze opvatting. Haar visie verandert nadat ze verneemt dat haar vermoorde dochter tijdens de gijzeling bad tot God om de dader te vergeven.
Het motief van de dader, Charles Roberts, was wraak op God. Zijn dochter stierf dezelfde dag dat ze werd geboren, daarom wilde hij een aantal gelovige kinderen doden.

## Rolverdeling
| Acteur                    | Personage        | Opmerkingen                                                         |
| ------------------------- | ---------------- | ------------------------------------------------------------------- |
| Kimberly Williams-Paisley | Ida Graber       | een Amish-moeder wier oudste dochter sterft tijdens de schietpartij |
| Tammy Blanchard           | Amy Roberts      | vrouw van Charlie Roberts                                           |
| Matt Letscher             | Gideon Graber    | man van Ida Graber                                                  |
| Fay Masterson             | Jill Green       | reporter                                                            |
| Karley Scott Collins      | Katie Graber     | jongste dochter van Ida en Gideon                                   |
| John Churchill            | Charlie Roberts  | dader van het schietincident                                        |
| Gary Graham               | Henry Taskey     |                                                                     |
| Darcy Rose Byrnes         | Rebecca Knepp    | scholier die het incident overleefde                                |
| Eugene Byrd               | Danny            | cameraman                                                           |
| Amy Sloan                 | Rachel Knepp     | scholier die het incident overleefde                                |
| Madison Davenport         | Mary Beth Graber | dochter van Gideon en Ida die ter plaatse overleed                  |